# リンカーン・MKZ
MKZ（エムケーズィー）は、フォードが製造し、リンカーンブランドで販売していた自動車である。当初はリンカーン・ゼファー (Lincoln Zephyr)として販売されていた。

## 概要
2004年のニューヨーク国際オートショーにて、往年の名車であるゼファーの車名を冠したコンセプトモデルが発表された。ゼファーはLSに代わるリンカーンのエントリーモデルとして、LSの6気筒モデルと入れ替わる形で2005年に2006年モデルとして市販が開始された。しかし、2007年にリンカーンの新しい命名法に従い「MKZ」に改名した。リンカーンの経営陣は、2006年の自動車ショーでMKZの発音を「マーク・ゼー」と発表したが、結果としてに発音を「マーク・ズィー」に変更した。

## 初代 (2007年 - 2012年)
同じフォード・CD3プラットフォームを採用する姉妹車であるフォード・フュージョンやマーキュリー・ミランとはドアなどボディパネルの多くを共有するが、外観ではフロントフェイスなどで差別化が図られ、また内装は全く異なる独自のものが与えられた。パワートレーンは3,000ccV型6気筒DOHCエンジンと6速ATの組み合わせのみで、駆動方式もFFのみであった。
しかしLSの8気筒モデルの製造が終了した翌2006年にはゼファーもまた早々に姿を消すこととなった。リンカーンは新しい車名の命名規則を導入し、MKXの発表に続いてゼファーもMKZに改名された。2月のシカゴオートショーで発表された2007年モデルのMKZではグリルなどの外観の小変更があり、AWDもラインアップに加わったほか、姉妹車のフュージョンやミランに先駆けてエンジンが新開発の3.5L V6に換装された。
2008年12月のロサンゼルスオートショーでは姉妹車のフュージョンやミランとともにフェイスリフトされた2010年モデルが発表され、翌2009年から2010年モデルとして発売された。MKSから導入された新しいリンカーンのファミリーフェイスがMKZにも導入された。なお、フュージョンやミランには同時にハイブリッド仕様も加わっている。
MKZのハイブリッド仕様は姉妹車より遅れて2010年4月のニューヨーク国際オートショーで発表された。パワートレーンは姉妹車と同様でアトキンソンサイクル化した直列4気筒 2.5Lエンジン＋電気モーターである。すなわち、リンカーンでは初のハイブリッド車であると同時に、初の直4エンジン搭載車ということにもなる。

## 2代目 (2012年 - 2020年)
2012年1月の北米国際オートショー（デトロイトショー）でコンセプトモデルが初公開され、同年4月のニューヨーク国際オートショーで量産型が発表された。
エクステリアはホイールベースを含め、全てが初代よりもひとまわり大きくなっている。
メカニズムは刷新され、従来の3.7L・V6に加え、フォード・トーラス等で採用済の2.0Lエコブーストが追加されている。
追って発表されたハイブリッドモデルはフュージョンと同じく2.0Lにダウンサイジングされ、それにモーターを組み合わせたアトキンソンサイクルを採用。米国EPA（環境保護局）の認定燃費は、市街地、高速、複合モードともに45マイル/ガロン（約19.13km/リットル）をマークする。
2代目の特徴として、量産車世界最大面積を誇る「リトラクタブルパノラミックルーフ」が挙げられる。ルーフ部分全体がポップアップして後方へスライドする仕組みであるが、ルーフそのものがキャビン全体を覆う巨大なガラスとなっている。
近年の米国市場におけるクロスオーバーSUVの台頭やセダン市場の縮小などによる煽りを受け、コンチネンタルと共に2020年7月を以って生産、および販売終了となった。これによりリンカーンは1920年登場のLシリーズ以来、1世紀（100年）に渡り生産・販売を続けてきたセダンから完全撤退することとなった。